# Ramaswamy Venkataraman
Ramaswamy Venkataraman (Tamil Nadu, 4 dicembre 1910 – Nuova Delhi, 27 gennaio 2009) è stato un politico indiano.

## Biografia
Fu ottavo presidente dell'India, in carica dal 1992 al 1997.